# Медведев, Александр Александрович (военный деятель)
Александр Александрович Медведев (1875 — ?) — кадровый офицер Русской императорской армии, участник Первой мировой и Гражданской войн. В РККА командир полка, начальник дивизии, помощник командующего 8-й армии РККА.

## Биография
Сын пензенского купца. Получил домашнее образование. На военной службе с 7 октября 1892 года.
Казанское пехотное юнкерское училище, выпущен по 1 разряду, в 21-й пехотный Муромский полк, подпоручик 01.09.1896 г. Поручик 01.09.1900 г. Участник Русско-японской войны 1904—1905 годов. 8-й Сибирский стрелковый полк, штабс-капитан. Участник 1-й мировой войны, капитан, на 06.04.1915 г. Командир полка, полковник, на 1917 г. Награды: Утверждается пожалование командующим армией за отличия в делах против неприятеля, по удостоению Местной Кавалерской Думы Г 4 «за то, что в бою в ночь с 5 на 6.11.1914 г., будучи тяжело ранен в руку с раздроблением кости, воодушевив свою роту, двинул ее в атаку на противника, причем было захвачено два пулемета» ВП 6.04.1915 г. С-3 (1907). А-3 (1910). ГО - ВП 08.11.1916.
Добровольно вступил в РККА, занимал должность начальника Особой Вятской дивизии. Принимал участие в подавлении Ижевско-Воткинского восстания. С 1919 года на Южном фронте. С осени 1919 года занимал должность помощника командующего 8-й армии РККА. После разгрома Добровольческой армии Деникина в 1920 г., занимал должность помощника командующего Кавказской трудовой армии по административно-хозяйственной части. За боевые подвиги в 1920 году был награждён орденом Красного Знамени РСФСР (Приказ РВС № 594. 1920 г.). После окончания Гражданской войны был демобилизован, затем трудился в народном хозяйстве.

## Комментарии
1. ↑  Командир полка, начдив, командарм.[источник не указан 359 дней]